# Garnet Crow/Diskografie
Diese Diskografie ist eine Übersicht über die musikalischen Werke der japanischen Band Garnet Crow.

## Alben

### Studioalben
| Jahr | Titel                                                   | Höchstplatzierung, Gesamtwochen, AuszeichnungChartsChartplatzierungen (Jahr, Titel, Platzierungen, Wochen, Auszeichnungen, Anmerkungen) | Anmerkungen                                                 |
| Jahr | Titel                                                   | JP | Anmerkungen                                                 |
| ---- | ------------------------------------------------------- | --- | ----------------------------------------------------------- |
| 2001 | First Soundscope: Mizu no Nai Hareta Umi e Giza Studios | JP6 (5 Wo.)JP | Erstveröffentlichung: 31. Januar 2001                       |
| 2002 | Sparkle: Sujigakidōri no Sky Blue Giza Studios          | JP4 (9 Wo.)JP | Erstveröffentlichung: 24. April 2002                        |
| 2003 | Crystallize: Kimi to Iu Hikari Giza Studios             | JP5 Gold · (13 Wo.)JP | Erstveröffentlichung: 12. November 2013 Verkäufe: + 100.000 |
| 2004 | I’m Waiting 4 You Giza Studios                          | JP11 (10 Wo.)JP | Erstveröffentlichung: 8. Dezember 2004                      |
| 2006 | The Twilight Valley Giza Studios                        | JP4 (8 Wo.)JP | Erstveröffentlichung: 4. Oktober 2006                       |
| 2008 | Locks Giza Studios                                      | JP5 (6 Wo.)JP | Erstveröffentlichung: 18. März 2008                         |
| 2009 | Stay: Yoake no Soul Giza Studios                        | JP7 (6 Wo.)JP | Erstveröffentlichung: 30. September 2009                    |
| 2010 | Parallel Universe Giza Studios                          | JP10 (7 Wo.)JP | Erstveröffentlichung: 8. Dezember 2010                      |
| 2011 | Memories Giza Studios                                   | JP11 (7 Wo.)JP | Erstveröffentlichung: 7. Dezember 2011                      |
| 2013 | Terminus Giza Studios                                   | JP9 (6 Wo.)JP | Erstveröffentlichung: 20. März 2013                         |

### Kompilationen
| Jahr | Titel                                                        | Höchstplatzierung, Gesamtwochen, AuszeichnungChartsChartplatzierungen (Jahr, Titel, Platzierungen, Wochen, Auszeichnungen, Anmerkungen) | Anmerkungen                                                |
| Jahr | Titel                                                        | JP | Anmerkungen                                                |
| ---- | ------------------------------------------------------------ | --- | ---------------------------------------------------------- |
| 2005 | Best Giza Studios                                            | JP4 Gold · (13 Wo.)JP | Erstveröffentlichung: 26. Oktober 2005 Verkäufe: + 100.000 |
| 2010 | The Best History of Garnet Crow at the Crest... Giza Studios | JP6 (11 Wo.)JP | Erstveröffentlichung: 3. Februar 2010                      |
| 2010 | All Lovers Giza Studios                                      | JP16 (5 Wo.)JP | Erstveröffentlichung: 4. August 2010                       |
| 2012 | Goodbye Lonely: Bside collection Giza Studios                | JP7 (5 Wo.)JP | Erstveröffentlichung: 29. Februar 2012                     |
| 2013 | The One: All Singles Best Giza Studios                       | JP9 (6 Wo.)JP | Erstveröffentlichung: 22. Mai 2013                         |
| 2013 | Garnet Crow Request Best Giza Studios                        | JP9 (3 Wo.)JP | Erstveröffentlichung: 9. Oktober 2013                      |
| 2014 | Garnet Crow Best of Ballads Giza Studios                     | JP55 (2 Wo.)JP | Erstveröffentlichung: 24. Dezember 2014                    |

### Remixalben
| Jahr | Titel Musiklabel                                    | Anmerkungen                            |
| ---- | --------------------------------------------------- | -------------------------------------- |
| 2004 | Garnet Crow Remixes Cool City Production Tent House | Erstveröffentlichung: 1. Dezember 2004 |

### EPs
| Jahr | Titel Musiklabel                                                             | Anmerkungen                            |
| ---- | ---------------------------------------------------------------------------- | -------------------------------------- |
| 1999 | First Kaleidscope: Kimi no Uchi ni Tsuku made Zutto Hashitte Yuku Tent House | Erstveröffentlichung: 4. Dezember 1999 |

## Singles
| Jahr | Titel Album                                                                               | Höchstplatzierung, Gesamtwochen, AuszeichnungChartsChartplatzierungen (Jahr, Titel, Album, Platzierungen, Wochen, Auszeichnungen, Anmerkungen) | Anmerkungen                              |
| Jahr | Titel Album                                                                               | JP | Anmerkungen                              |
| ---- | ----------------------------------------------------------------------------------------- | --- | ---------------------------------------- |
| 2000 | Mysterious Eyes First Soundscope: Mizu no Nai Hareta Umi e                                | JP20 (11 Wo.)JP | Erstveröffentlichung: 29. März 2000      |
| 2000 | Kimi no Uchi ni Tsuku made Zutto Hashitte Yuku First Soundscope: Mizu no Nai Hareta Umi e | JP40 (3 Wo.)JP | Erstveröffentlichung: 29. März 2000      |
| 2000 | Futari no Rocket First Soundscope: Mizu no Nai Hareta Umi e                               | JP47 (2 Wo.)JP | Erstveröffentlichung: 17. Mai 2000       |
| 2000 | Sen Ijō no Kotoba wo Narabete mo... First Soundscope: Mizu no Nai Hareta Umi e            | JP42 (2 Wo.)JP | Erstveröffentlichung: 27. September 2000 |
| 2000 | Natsu no Maboroshi First Soundscope: Mizu no Nai Hareta Umi e                             | JP20 (5 Wo.)JP | Erstveröffentlichung: 25. Oktober 2000   |
| 2000 | Flying First Soundscope: Mizu no Nai Hareta Umi e                                         | JP25 (9 Wo.)JP | Erstveröffentlichung: 29. November 2000  |
| 2001 | Last Love Song Sparkle: Sujigakidōri no Sky Blue                                          | JP19 (2 Wo.)JP | Erstveröffentlichung: 9. Mai 2001        |
| 2001 | Call my Name Sparkle: Sujigakidōri no Sky Blue                                            | JP29 (3 Wo.)JP | Erstveröffentlichung: 8. August 2001     |
| 2001 | Timeless Sleep Sparkle: Sujigakidōri no Sky Blue                                          | JP33 (2 Wo.)JP | Erstveröffentlichung: 21. November 2001  |
| 2002 | Yume Mita Ato de Sparkle: Sujigakidōri no Sky Blue                                        | JP6 (10 Wo.)JP | Erstveröffentlichung: 13. März 2002      |
| 2002 | Spiral Crystallize: Kimi to Iu Hikari                                                     | JP7 (4 Wo.)JP | Erstveröffentlichung: 14. August 2002    |
| 2002 | Crystal Gauge Crystallize: Kimi to Iu Hikar                                               | JP10 (6 Wo.)JP | Erstveröffentlichung: 11. Dezember 2002  |
| 2003 | Nakenai Yoru mo Nakanai Asa mo Crystallize: Kimi to Iu Hikar                              | JP13 (5 Wo.)JP | Erstveröffentlichung: 23. Juli 2003      |
| 2003 | Kimi to Iu Hikari Crystallize: Kimi to Iu Hikari                                          | JP7 (10 Wo.)JP | Erstveröffentlichung: 10. September 2003 |
| 2004 | Bokura Dake no Mirai I’m Waiting 4 You                                                    | JP7 (6 Wo.)JP | Erstveröffentlichung: 14. Januar 2004    |
| 2004 | Kimi wo Kazaru Hana wo Sakasou I’m Waiting 4 You                                          | JP11 (5 Wo.)JP | Erstveröffentlichung: 16. Juni 2004      |
| 2004 | Wasurezaki I’m Waiting 4 You                                                              | JP14 (6 Wo.)JP | Erstveröffentlichung: 17. November 2004  |
| 2005 | Kimi no Omoi Kaita Atsumeru Heaven Best                                                   | JP9 (5 Wo.)JP | Erstveröffentlichung: 18. Mai 2005       |
| 2005 | Haredokei The Twilight Valley                                                             | JP13 (8 Wo.)JP | Erstveröffentlichung: 23. November 2005  |
| 2006 | Rai Rai Ya The Twilight Valley                                                            | JP17 (7 Wo.)JP | Erstveröffentlichung: 1. März 2006       |
| 2006 | Yume Hanabi The Twilight Valley                                                           | JP15 (6 Wo.)JP | Erstveröffentlichung: 5. Juli 2006       |
| 2006 | Koyoi Eden no Katasumi de The Twilight Valley                                             | JP14 (6 Wo.)JP | Erstveröffentlichung: 16. August 2006    |
| 2006 | Maboroshi The Twilight Valley                                                             | JP7 (5 Wo.)JP | Erstveröffentlichung: 13. September 2006 |
| 2007 | Kaze to Rainbow/Kono Te wo Nobaseba Locks                                                 | JP6 (7 Wo.)JP | Erstveröffentlichung: 21. Februar 2007   |
| 2007 | Namida no Yesterday Locks                                                                 | JP10 (9 Wo.)JP | Erstveröffentlichung: 4. Juli 2007       |
| 2007 | Sekai wa Mawaru to Iu Keredo Locks                                                        | JP12 (6 Wo.)JP | Erstveröffentlichung: 14. November 2007  |
| 2008 | Yume no Hitotsu Stay: Yoake no Soul                                                       | JP10 (5 Wo.)JP | Erstveröffentlichung: 13. August 2008    |
| 2008 | Hyakunen no Kodoku Stay: Yoake no Soul                                                    | JP9 (5 Wo.)JP | Erstveröffentlichung: 22. Oktober 2008   |
| 2009 | Doing All Right/Nora Stay: Yoake no Soul                                                  | JP10 (5 Wo.)JP | Erstveröffentlichung: 20. Mai 2009       |
| 2009 | Hana wa Saite Tada Yurete Stay: Yoake no Soul                                             | JP14 (5 Wo.)JP | Erstveröffentlichung: 19. August 2009    |
| 2010 | Over Drive Parallel Universe                                                              | JP4 (7 Wo.)JP | Erstveröffentlichung: 14. April 2010     |
| 2011 | Smiley Nationa Memories                                                                   | JP14 (4 Wo.)JP | Erstveröffentlichung: 29. Juni 2011      |
| 2011 | Misty Mystery Memories                                                                    | JP9 (5 Wo.)JP | Erstveröffentlichung: 31. August 2011    |
| 2012 | Nostalgia Terminus                                                                        | JP10 (4 Wo.)JP | Erstveröffentlichung: 26. September 2012 |

## Videoalben
| Jahr | Titel                                                             | Höchstplatzierung, Gesamtwochen, AuszeichnungChartsChartplatzierungen (Jahr, Titel, Platzierungen, Wochen, Auszeichnungen, Anmerkungen) | Anmerkungen                              |
| Jahr | Titel                                                             | JP | Anmerkungen                              |
| ---- | ----------------------------------------------------------------- | --- | ---------------------------------------- |
| 2003 | Garnet Crow First Live Scope and Document Movie                   | JP4 (3 Wo.)JP | Erstveröffentlichung: 26. Februar 2003   |
| 2004 | Garnet Crow Livescope 2004 (～君という光～)                       | JP11 (5 Wo.)JP | Erstveröffentlichung: 16. Juni 2004      |
| 2005 | le 5 eme Anniversaire L’Histoire de 2000 a 2005                   | JP12 (5 Wo.)JP | Erstveröffentlichung: 20. Juli 2005      |
| 2007 | Garnet Crow Livescope Of the Twilight Valley                      | JP8 (5 Wo.)JP | Erstveröffentlichung: 27. Juni 2007      |
| 2008 | Garnet Crow Special Live in (仁和寺)                              | JP26 (5 Wo.)JP | Erstveröffentlichung: 17. Dezember 2008  |
| 2009 | Are You Ready To Lock On?! ～livescope at the JCB Hall～          | JP10 (4 Wo.)JP | Erstveröffentlichung: 20. Mai 2009       |
| 2010 | Garnet Crow livescope 2010 ～The Best Tour～                      | JP5 (3 Wo.)JP | Erstveröffentlichung: 4. August 2010     |
| 2011 | Garnet Crow livescope 2010+ ～welcome to the parallel universe!～ | JP12 (3 Wo.)JP | Erstveröffentlichung: 29. Juni 2011      |
| 2011 | Garnet Crow livescope 2009 ～(夜明けのSoul)～                     | JP13 (2 Wo.)JP | Erstveröffentlichung: 29. Juni 2011      |
| 2012 | Garnet Crow livescope 2012 ～the tales of memories～              | JP8 (3 Wo.)JP | Erstveröffentlichung: 26. September 2012 |
| 2013 | Garnet Crow livescope ～The Final～                               | JP7 (4 Wo.)JP | Erstveröffentlichung: 9. Oktober 2013    |

## Boxsets
| Jahr | Titel Musiklabel                    | Anmerkungen                         |
| ---- | ----------------------------------- | ----------------------------------- |
| 2014 | Garnet Crow Premium Box Giza Studio | Erstveröffentlichung: 7. April 2014 |

## Statistik

### Chartauswertung
|                     | JP     |
| ------------------- | ------ |
| Nummer-eins-Alben   | JP—JP  |
| Top-10-Alben        | JP13JP |
| Alben in den Charts | JP17JP |

|                       | JP     |
| --------------------- | ------ |
| Nummer-eins-Singles   | JP—JP  |
| Top-10-Singles        | JP15JP |
| Singles in den Charts | JP34JP |

|                          | JP     |
| ------------------------ | ------ |
| Nummer-eins-Videoalben   | JP—JP  |
| Top-10-Videoalben        | JP6JP  |
| Videoalben in den Charts | JP11JP |

### Auszeichnungen für Musikverkäufe
Anmerkung: Auszeichnungen in Ländern aus den Charttabellen bzw. Chartboxen sind in ebendiesen zu finden.
| Land/RegionAuszeichnungen für Musikverkäufe (Land/Region, Auszeichnungen, Verkäufe, Quellen) | Gold     | Platin | Verkäufe | Quellen    |
| -------------------------------------------------------------------------------------------- | -------- | ------ | -------- | ---------- |
| Japan (RIAJ)                                                                                 | 2× Gold2 | —      | 200.000  | riaj.or.jp |
| Insgesamt                                                                                    | 2× Gold2 | —      |          |            |